# Aphobetus goldsmithii
Aphobetus goldsmithii är en stekelart som först beskrevs av Girault 1915.  Aphobetus goldsmithii ingår i släktet Aphobetus och familjen puppglanssteklar. Inga underarter finns listade i Catalogue of Life.